# Bedford (Wyoming)
Bedford – jednostka osadnicza w USA, w stanie Wyoming, w hrabstwie Lincoln. W 2000 r. liczba mieszkańców wynosiła 169 osób.